# Adolfo Federico IV di Meclemburgo-Strelitz
Adolf Friedrich IV (Mirow, 5 maggio 1738 – Neustrelitz, 2 giugno 1794) fu duca di Meclemburgo-Strelitz dal 1752 fino alla sua morte.

## Biografia

### I primi anni e la tumultuosa reggenza

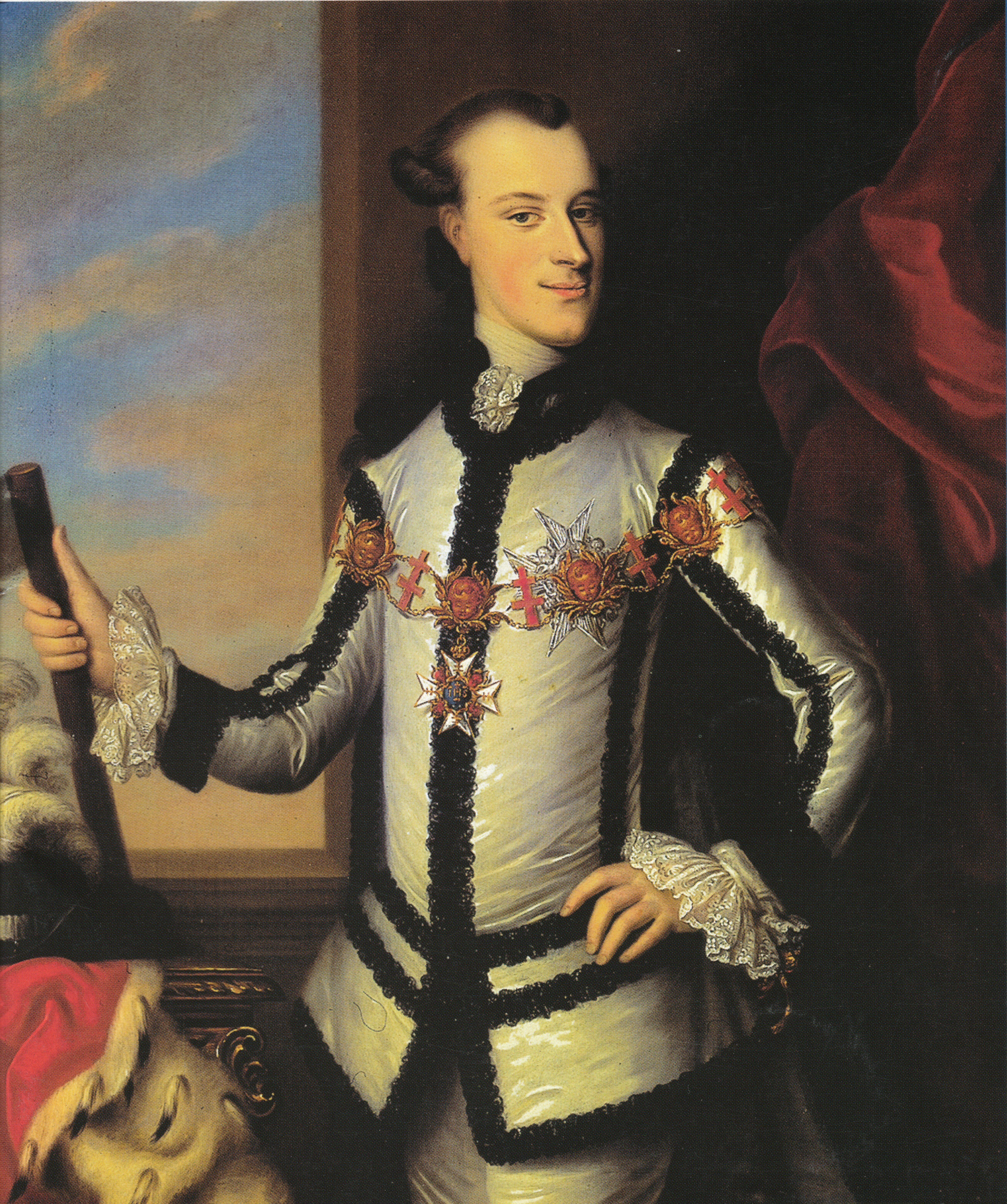
Ritratto del giovane Adolfo Federico IV di Meclemburgo-Strelitz in un dipinto conservato presso l'Università di Greifswald.

Nacque a Mirow dal secondo figlio del Duca Adolfo Federico II, il Duca Carlo Ludovico Federico di Meclemburgo-Strelitz (1708-1752) e della Principessa Elisabetta Albertina di Sassonia-Hildburghausen.
Fu erede di Meclemburgo-Strelitz dalla morte del padre (5 giugno 1752), sin quando succedette allo zio Adolfo Federico III l'11 dicembre 1752. La sua ascesa al trono fu tuttavia accompagnata da notevoli problemi tra la sua influenza e quella dell'aristocrazia terriera locale che voleva approfittare di questa situazione instabile dettata dalla presenza di sua madre come reggente. Temendo per la sicurezza dei propri domini il duca di Meclemburgo-Schwerin decise nel 1752 di intervenire nella situazione e inaspettatamente occupò una parte del ducato di Meclemburgo-Strelitz. Adolfo Federico IV temeva non senza ragione che tale azione fosse stata essenzialmente motivata da un tentativo del duca di Meclemburgo-Schwerin di detronizzarlo per annettere il piccolo Meclemburgo-Strelitz ai suoi domini, privandolo così della sua indipendenza politica. Ad ogni modo la controversia non ebbe la fine sperata e Adolfo Federico IV rimase sul trono, convincendo il duca vicino a rientrare nei propri confini e accordandosi con la nobiltà locale, facendo ad essa ulteriori concessioni di potere che però indebolirono la sua figura al trono.

### Il governo indipendente
Laureatosi nel frattempo all'Università di Greifswald (di cui poi diverrà rettore onorario), il 17 gennaio 1753 venne dichiarato maturo per governare autonomamente ed assunse la piena reggenza il 4 aprile 1753. Nel 1755, tra i suoi primi atti di governo indipendente, vi fu la firma del Landesgrundgesetzlichen Erbvergleich, un concordato col quale gli stati dell'area del Meclemburgo si davano un nuovo ordinamento costituzionale. Questo fatto, apparentemente positivo, portò di fatto ad un consolidamento dell'aristocrazia e mantenne il paese nell'arretratezza sino alla fine delle monarchie tedesche nel 1918. Nel 1761 sua sorella Sofia Carlotta si sposò con Giorgio III del Regno Unito e si può dire che egli fu il fautore di quest'unione così proficua poi per la sua casata. Nel 1764 Adolfo Federico divenne membro dell'Ordine della Giarrettiera. Fu membro della Massoneria.
Adolfo Federico IV venne descritto dai contemporanei come attento all'economia del paese ma anche alle ultime invenzioni della scienza sebbene a volte lasciasse irrompere nella sua vita comportamenti violenti. In buona sostanza egli godette di una certa popolarità per i suoi progetti sociali come l'ampliamento del castello di Ratzeburg o del teatro e del palazzo di Neubrandenburg. Tutte queste spese per creare palazzi degni dello splendore della sua corte lo indebitarono follemente a tal punto che, ancora mentre si trovava al governo, si rese necessario creare una commissione imperiale apposita per l'estinzione dei suoi debiti.
Adolfo Federico IV non prese mai moglie e morì a Neustrelitz. Gli succedette il fratello minore Carlo.

## Ascendenza
|                                                 |                                    |                                                  | Genitori                                                   |  |  | Nonni |  |  | Bisnonni                                  |  |  | Trisnonni                            |  |
|                                                 |                                    |                                                  |                                                            |  |  |       |  |  | Adolfo Federico I di Meclemburgo-Schwerin |  |  | Giovanni VII di Meclemburgo-Schwerin |  |
|                                                 |                                    |                                                  |                                                            |  |  |       |  |  | Adolfo Federico I di Meclemburgo-Schwerin |  |  | Giovanni VII di Meclemburgo-Schwerin |  |
|                                                 |                                    | Sofia di Holstein-Gottorp                        |                                                            |  |  |       |  |  | Adolfo Federico I di Meclemburgo-Schwerin |  |  |                                      |  |
| Adolfo Federico II di Meclemburgo-Strelitz      |                                    |                                                  |                                                            |  |  |       |  |  | Adolfo Federico I di Meclemburgo-Schwerin |  |  |                                      |  |
|                                                 |                                    | Maria Caterina di Brunswick-Wolfenbüttel         | Giulio Ernesto di Brunswick-Dannenberg                     |  |  |       |  |  |                                           |  |  |                                      |  |
|                                                 |                                    | Maria Caterina di Brunswick-Wolfenbüttel         | Giulio Ernesto di Brunswick-Dannenberg                     |  |  |       |  |  |                                           |  |  |                                      |  |
|                                                 |                                    | Maria Caterina di Brunswick-Wolfenbüttel         | Maria della Frisia orientale                               |  |  |       |  |  |                                           |  |  |                                      |  |
| Carlo Ludovico Federico di Meclemburgo-Strelitz |                                    | Maria Caterina di Brunswick-Wolfenbüttel         |                                                            |  |  |       |  |  |                                           |  |  |                                      |  |
|                                                 |                                    | Cristiano Guglielmo di Schwarzburg-Sondershausen | Antonio Günther I di Schwarzburg-Sondershausen             |  |  |       |  |  |                                           |  |  |                                      |  |
|                                                 |                                    | Cristiano Guglielmo di Schwarzburg-Sondershausen | Antonio Günther I di Schwarzburg-Sondershausen             |  |  |       |  |  |                                           |  |  |                                      |  |
|                                                 |                                    | Cristiano Guglielmo di Schwarzburg-Sondershausen | Maria Maddalena del Palatinato-Zweibrücken                 |  |  |       |  |  |                                           |  |  |                                      |  |
| Cristiana Emilia di Schwarzburg-Sondershausen   |                                    | Cristiano Guglielmo di Schwarzburg-Sondershausen |                                                            |  |  |       |  |  |                                           |  |  |                                      |  |
|                                                 |                                    | Antonia Sibilla di Barby-Muhlingen               | Alberto Federico I di Barby-Mühlingen                      |  |  |       |  |  |                                           |  |  |                                      |  |
|                                                 |                                    | Antonia Sibilla di Barby-Muhlingen               | Alberto Federico I di Barby-Mühlingen                      |  |  |       |  |  |                                           |  |  |                                      |  |
|                                                 |                                    | Antonia Sibilla di Barby-Muhlingen               | Sofia Ursula di Oldenburg-Delmenhorst                      |  |  |       |  |  |                                           |  |  |                                      |  |
| Adolfo Federico IV di Meclemburgo-Strelitz      |                                    | Antonia Sibilla di Barby-Muhlingen               |                                                            |  |  |       |  |  |                                           |  |  |                                      |  |
|                                                 | Ernesto di Sassonia-Hildburghausen | Ernesto I di Sassonia-Gotha-Altenburg            |                                                            |  |  |       |  |  |                                           |  |  |                                      |  |
|                                                 | Ernesto di Sassonia-Hildburghausen | Ernesto I di Sassonia-Gotha-Altenburg            |                                                            |  |  |       |  |  |                                           |  |  |                                      |  |
|                                                 | Ernesto di Sassonia-Hildburghausen | Elisabetta Sofia di Sassonia-Altenburg           |                                                            |  |  |       |  |  |                                           |  |  |                                      |  |
| Ernesto Federico I di Sassonia-Hildburghausen   | Ernesto di Sassonia-Hildburghausen |                                                  |                                                            |  |  |       |  |  |                                           |  |  |                                      |  |
|                                                 |                                    | Sofia Enrichetta di Waldeck                      | Giorgio Federico di Waldeck                                |  |  |       |  |  |                                           |  |  |                                      |  |
|                                                 |                                    | Sofia Enrichetta di Waldeck                      | Giorgio Federico di Waldeck                                |  |  |       |  |  |                                           |  |  |                                      |  |
|                                                 |                                    | Sofia Enrichetta di Waldeck                      | Elisabetta Carlotta di Nassau-Siegen                       |  |  |       |  |  |                                           |  |  |                                      |  |
| Elisabetta Albertina di Sassonia-Hildburghausen |                                    | Sofia Enrichetta di Waldeck                      |                                                            |  |  |       |  |  |                                           |  |  |                                      |  |
|                                                 |                                    | Giorgio I di Erbach-Erbach                       | Giorgio Alberto I di Erbach                                |  |  |       |  |  |                                           |  |  |                                      |  |
|                                                 |                                    | Giorgio I di Erbach-Erbach                       | Giorgio Alberto I di Erbach                                |  |  |       |  |  |                                           |  |  |                                      |  |
|                                                 |                                    | Giorgio I di Erbach-Erbach                       | Elisabetta Dorotea di Hohenlohe-Waldenburg-Schillingsfürst |  |  |       |  |  |                                           |  |  |                                      |  |
| Sofia Albertina di Erbach-Erbach                |                                    | Giorgio I di Erbach-Erbach                       |                                                            |  |  |       |  |  |                                           |  |  |                                      |  |
|                                                 |                                    | Amalia Caterina di Waldeck-Eisenberg             | Filippo Teodoro di Waldeck                                 |  |  |       |  |  |                                           |  |  |                                      |  |
|                                                 |                                    | Amalia Caterina di Waldeck-Eisenberg             | Filippo Teodoro di Waldeck                                 |  |  |       |  |  |                                           |  |  |                                      |  |
|                                                 |                                    | Amalia Caterina di Waldeck-Eisenberg             | Maria Maddalena del Palatinato-Zweibrücken                 |  |  |       |  |  |                                           |  |  |                                      |  |
|                                                 |                                    | Amalia Caterina di Waldeck-Eisenberg             |                                                            |  |  |       |  |  |                                           |  |  |                                      |  |